# Венко Филипче
Венко Илия Филипче (на македонска литературна норма: Венко Илија Филипче) е лекар, доцент, бивш министър на здравеопазването на Северна Македония и председател на партия Социалдемократически съюз на Македония от 30 юни 2024 г.

## Биография
Роден е на 13 юни 1977 година в Скопие в семейството на Илия Филипче. Средно образование завършва през 1995 г. През 2001 г. завършва медицина в Скопския университет. От 2003 до 2008 г. специализира неврохирургия. През 2011 г. завършва магистратура, а през 2016 г. защитава дисертация на тема „Оценка на адекватното време за лечение на руптурирали интракраниални аневризми“.
От 2004 г. работи като асистент в Медицинския факултет на Скопския университет, където е доцент от 2017 г. Става секретар на Македонската асоциация на неврохирурзите през 2010 г.
Става съветник по здравеопазването на министър-председателя Зоран Заев. Министър е на здравеопазването на Северна Македония на мястото на Арбен Таравари от 25 декември 2017 г. и заема длъжността до 2022 г.
На 30 юни 2024 г. бива избран за председател на опозиционната партия Социалдемократически съюз на Македония.

## Семейство
Венко Филипче произхожда от български известен род от Охрид.
Дядото на Венко Филипче, Ставре И. Филипчев, през 1943 година е съдия и председател на комисия в българското културно-просветно дружество „Св. Климент“ в Охрид по време на Втората световна война.
Другият прапрадядо на Венко, Анастас Снегаров, загива като български поручик на 13 февруари 1916 година при Валандово по време на Първата световна война.

## Научни статии
- Filipce V, Pillai P, Makiese O, Zarzour H, Pigott M, Ammirati M. Quantitative and qualitative analysis of the working area obtained by endoscope and microscope in various approaches to the anterior communicating artery complex using computed tomography-based frameless stereotaxy: a cadaver study. Neurosurgery. 2009 Dec;65(6):1147 – 52
- Filipce V, Ammirati M. Quantitative and qualitative analysis of the working area obtained by endoscope and microscope in pterional and orbitozigomatic approach to the basilar artery bifurcation using computed tomography based frameless stereotaxy: A cadaver study. Asian J Neurosurg. 2015 AprJun;10(2):69 – 74
- Valavanis A, Filipce V, Khan N. Selective and superselective angiography of pediatric moyamoya disease angioarchitecture: the anterior circulation. Baltsavias G, Interv Neuroradiol. 2014 Jul-Aug;20(4):391 – 402
- Baltsavias G, Khan N, Filipce V, Valavanis A.Selective and superselective angiography of pediatric moyamoya disease angioarchitecture in the posterior circulation. Interv Neuroradiol. 2014 Jul-Aug;20(4):403 – 12
- Filipce V, Caparoski A. The Effects of Vasospasm and ReBleeding on the Outcome of Patients with Subarachnoid Hemorrhage from Ruptured Intracranial Aneurysm. Pril (Makedon Akad Nauk Umet Odd Med Nauki). 2015;36(3):77 – 82